# ハロー青空トレイン
ハロー青空トレインは、日本の4人組バンドである。「ハロトレ」と省略されることがある。

## メンバー
- りつこ(ボーカル&ピアノ)　現在[いつ?]はタカハシリツの名でソロ活動を行う[1]。
- ますみ(ギター)
- みき(ベース)
- えり(ドラム)

## 経歴
- 2009年7月に結成、8月に初ライブを行う[2]。
- 2010年1月、ベースみきが加入。
- 2010年7月にドラムえりが加入し、現在の4人となる。
- 2018年9月2日のライブを最後に無期限活動休止。
- 活動休止後もお世話になったライブハウス等の縁で2019年まで数回ライブを行っている。
- 2020年以降はバンドとしての活動は行っていない。